# کاپر هیل (آریزونا)
کاپر هیل (به انگلیسی: Copper Hill) یک منطقهٔ مسکونی در ایالات متحده آمریکا است که در آریزونا واقع شده‌است. کاپر هیل ۱۹٫۰۴ کیلومتر مربع مساحت و ۱۱٬۸۲۵ نفر جمعیت دارد و ۱٬۲۵۷٫۹۲ متر بالاتر از سطح دریا واقع شده‌است.